# Circuito Brasileiro de Voleibol de Praia Feminino - Challenger de 2018
O Circuito Brasileiro de Voleibol de Praia - Challenger de 2018, também chamado de Circuito Banco do Brasil de Vôlei de Praia Challenger, foi a sétima edição da principal competição nacional de Vôlei de Praia Challenger na variante feminina, iniciado em 7 de junho de 2018.

## Resultados

### Circuito Challenger
| Evento                                                                    | Ouro                                   | Prata                                         | Bronze                        | Quarto lugar                              |
| 1ª Etapa Maringá, Paraná 7 a 10 de junho de 2018.                         | /Ana Patrícia Ramos Rebecca Cavalcante | /Andressa Cavalcanti Juliana Felisberta Silva | /Vanilda Leão Izabel Cristina | /Victória Tosta Tainá Bigi                |
| 2ª Etapa Rio de Janeiro, Rio de Janeiro 28 de junho a 1 de julho de 2018. | /Vivian Cunha Vitória Mendonça         | /Victória Tosta Tainá Bigi                    | /Andrezza Chagas Neide Sabino | /Elize Maia Secomandi Maria Clara Salgado |
| 3ª Etapa Brasília, Distrito Federal 19 a 22 de julho de 2018.             | /Victória Tosta Tainá Bigi             | /Andressa Cavalcanti Juliana Felisberta Silva | /Andrezza Chagas Neide Sabino | /Vivian Cunha Vitória Mendonça            |
| 4ª Etapa Jaboatão dos Guararapes, Pernambuco 16 a 19 de agosto de 2018.   | Carolina Horta Rebecca Cavalcante      | /Victória Tosta Tainá Bigi                    | /Andrezza Chagas Neide Sabino | /Vanilda Leão Izabel Cristina             |